# ODESSA
ODESSA (del alemán Organisation der ehemaligen SS-Angehörigen, «Organización de Antiguos Miembros de la SS») fue una presunta red de colaboración secreta desarrollada por grupos nazis para ayudar a escapar a miembros de la SS desde Alemania a otros países donde estuviesen a salvo, particularmente a Sudamérica.
La organización fue utilizada por el novelista Frederick Forsyth en su obra de 1972 El expediente Odessa, basada en hechos reales, lo que le dio una gran repercusión mediática. Por otro lado, el mayor investigador, perseguidor y encargado de informar sobre la existencia y misión de esta organización fue Simon Wiesenthal, un judío austríaco superviviente al Holocausto, quien se dedicó a localizar exnazis para llevarlos a juicio.

## Descripción
Esta organización secreta ayudó a exlíderes nazis refugiados, en Argentina, Brasil, Chile, Perú mayoritariamente, tras la Segunda Guerra Mundial. La mayor parte de sus integrantes residía en Francia, España, neutral durante la II Guerra Mundial, e Italia. No se tiene constancia de la organización en la actualidad, lo más probable es que dada la edad de los supervivientes, esta ya no exista.

### Caso Martin Bormann
Aunque durante años se dijo que Martin Bormann había muerto cruzando el río Spree, en Berlín, durante la caída de la capital en la noche del 1 de mayo de 1945, la realidad es que no se encontró un cuerpo hasta 1972, cuando un grupo de trabajadores excavó en la zona para realizar obras y se encontró con dos cadáveres. 
Antes de eso, los agentes de la CIA (ex OSS) y el FBI ll habían estado rastreando a Bormann en Sudamérica, tanto en la zona de los Andes en Bariloche, en el lado argentino, y la comuna de La Unión por el lado chileno, como en la triple frontera entre Brasil, Paraguay y Argentina. Esto se supo cuando en 1999 el FBI desclasificó los expedientes de Bormann —a quien buscaron en Argentina hasta 1971—, e incluso a Adolf Hitler.
En el caso particular de Bormann, el periodista estadounidense Paul Manning asegura que éste era el responsable de los inmensos fondos del NSDAP y que junto a grandes banqueros alemanes lideró la operación de blanqueo de dinero más grande de la historia. Otro periodista estadounidense llamado Gerald Posner asegura haberse topado con un expediente de Bormann en la Policía Federal argentina.[cita requerida] El periodista argentino Rogelio García Lupo contó en su libro El Paraguay de Stroessner que el presidente paraguayo era conocido de Bormann, con lo que a raíz de eso se especuló sobre el posible exilio del nazi en el país sudamericano. Se cree[¿quién?] que su cuerpo fue repatriado en 1970 y que fue enterrado en el lugar donde se decía que había muerto.[cita requerida]Cuando en 1988 se hicieron pruebas de ADN sobre el cráneo, se llegó a la conclusión de que era el cráneo de Bormann, aunque estuviera cubierto con una penetrante tierra colorada.[cita requerida] El perito de parte del estado alemán quiso dejar constancia en actas de que creía que esa tierra —que no existe en Europa— era realmente tierra paraguaya.[cita requerida]

### Otros
Richard Glücks murió en mayo de 1945 en un hospital militar en Ebbense y Eduard Roschmann murió en un hospital para carenciados en Asunción en agosto de 1977.

## Historia
Según Simon Wiesenthal, ODESSA se fundó en 1946 para ayudar a nazis prófugos de la justicia internacional. Otras fuentes, tales como las entrevistas realizadas por el canal de televisión alemán ZDF a exmiembros de las SS, sugieren que ODESSA no era la única organización secreta mundial que Wiesenthal describía. En lugar de ello, existieron varias organizaciones, tanto abiertas como encubiertas (incluyendo la CIA, varios gobiernos latinoamericanos y una red de clérigos católicos con base en Italia), que ayudaron a los exmiembros de las SS a huir de Alemania.
La historiadora Gitta Sereny escribió en su libro Into That Darkness (1974), basado en entrevistas con el excomandante del Campo de exterminio de Treblinka, Franz Stangl (ver las referencias siguientes), que ODESSA nunca existió. Escribió: «Los fiscales en la Autoridad Central de Ludwigsburg para la investigación de crímenes nazis, que sabían precisamente cómo han sido financiada en la postguerra las vidas de ciertos individuos actualmente en Sudamérica, han buscado entre miles de documentos desde el principio hasta el final, pero afirman que son totalmente incapaces de autentificar la existencia de ‘Odessa’. No es que esto importe: ciertamente existieron varios tipos de organizaciones de ayuda a los nazis después de la guerra — habría sido sorprendente que no las hubiese habido».
En sus entrevistas con Sereny, Stangl negó cualquier conocimiento de un grupo llamado ODESSA. Las biografías recientes de Adolf Eichmann, quien también escapó a Argentina, y de Heinrich Himmler, el supuesto fundador de ODESSA, no hacen ninguna referencia a tal organización.
Sereny atribuye el hecho de que los miembros de las SS pudieran escapar no tanto a las actividades de una organización nazi clandestina como al caos de la postguerra y a la incapacidad de la Iglesia católica, de la Cruz Roja y de los militares norteamericanos para verificar las aseveraciones de las personas que acudían a ellos por ayuda. Así, identificó al oficial del Vaticano, el arzobispo Alois Hudal, como el principal agente en ayudar a los nazis a escapar de Italia hacia Sudamérica.
Uki Goñi, en su libro de 2002 The Real Odessa: Smuggling the Nazis to Perón’s Argentina (ver referencias), sugiere que la historia más compleja y menos conspiratoria de Sereny estaba más cerca de la realidad. El libro dio lugar a una resolución de la Cámara de Representantes de los Estados Unidos en 2003, la cual recomienda a Argentina desclasificar su, hasta ese entonces, documentación oficial concerniente a este tema.
De particular importancia, al examinar las actividades de posguerra de los nazis de alto rango, fue el libro de Paul Manning Martin Bormann: Nazi in Exile, el cual detalló el ascenso al poder de Martin Bormann a través del NSDAP y como secretario personal de Hitler. Durante la guerra, Manning fue corresponsal de CBS, junto con Edward R. Murrow y Walter Cronkite en Londres, y sus informes y subsecuentes investigaciones presentaron el ingenio de Bormann y su destreza en la organización al planificar el vuelo desde Europa a la capital controlada por los nazis durante los años de la guerra; a pesar de la posibilidad de la muerte de Bormann en Berlín el 1° de mayo de 1945.
Según Manning, «finalmente, más de 10 000 ex-militares alemanes lograron escapar a Sudamérica a través de rutas de escape creadas por ODESSA y la Deutsche Hilfsverein…» (pág. 181). Mientras que para Manning ODESSA en sí misma fue incidental, la continua existencia de la organización de Bormann era un hecho mucho mayor y más amenazante. En Argentina fue fundamental la ayuda de algunos obispos católicos, según archivos desclasificados del Departamento de Estado de los Estados Unidos consta información importante sobre la colaboración de Fermín Emilio Lafitte, obispo de Córdoba con criminales de guerra fugitivos de los Juicios de Núremberg tras la derrota de la Alemania Nazi.

## Políticas argentinas relacionadas con los nazis
En 1938, en las vísperas a la Segunda Guerra Mundial, y con las políticas de Adolf Hitler sobre los judíos en tránsito, la cancillería argentina dictó una circular secreta que restringía el otorgamiento de visas a todo individuo despreciado o abandonado por el gobierno de su país. Esto implícitamente apuntaba a los judíos y otras minorías que huían de Alemania en este momento. La circular fue descubierta y denunciada por el escritor argentino Uki Goñi, quien admite que su propio abuelo participó en su ratificación. No obstante, Argentina aceptó más inmigrantes judíos que cualquier otro país latinoamericano. Esta legislación, aunque completamente en desuso desde hacía muchos años, fue revocada el 8 de junio de 2005 por el presidente argentino Néstor Kirchner. En diciembre de 2002, el gobierno argentino en Buenos Aires rechazó los pedidos del Centro Simon Wiesenthal para la publicación de 58 archivos referentes al escape de nazis a Argentina. Pero en julio de 2003, apenas un mes después de su asunción a la presidencia, Néstor Kirchner hizo abrir dos de los archivos y desde entonces el gobierno argentino ha cooperado con las investigaciones.

## Organización en Estados Unidos
Un informe secreto sobre la operación concluyó que funcionarios de los servicios de inteligencia ofrecieron refugio en el país a varios nazis y colaboradores de Hitler tras la Segunda Guerra Mundial. Según el diario The New York Times, que fue el primero en lograr una copia del archivo, el Departamento de Justicia ha tratado de mantenerlo oculto durante cuatro años.
El documento, de 600 páginas, revela que varios funcionarios estadounidenses que recibieron el cometido de reclutar a científicos y altos oficiales tras la Segunda Guerra Mundial hicieron caso omiso de la orden del presidente Harry Truman de que no se reclutase a nazis o personas relacionadas con ellos.
Un ejemplo es Arthur Rudolph, un ingeniero que acabó desarrollando el poderoso cohete Saturno, propulsor del primer vuelo tripulado de Estados Unidos a la Luna en 1969. En 1984 regresó a Alemania tras ser acusado de ocultar que había sido miembro del partido nazi u Otto Von Bolschwing, que llegó a ser agente de la CIA por sus conexiones con alemanes y rumanos, pese a saberse que había trabajado con Adolf Eichmann, alto cargo de la Gestapo.